# US Human Rights Network
Das US Human Rights Network ist ein US-amerikanisches Netzwerk, in dem verschiedene Menschenrechtsaktivisten und -gruppierungen organisiert sind. Sitz der Organisation ist Atlanta.

## Hintergrund und Tätigkeiten
Ziel des Netzwerkes ist es, die Menschen- und Bürgerrechtsbewegung in den Vereinigten Staaten zu stärken. Zu diesem Zweck wurden in New York City und Atlanta Zentren initiiert, die die nationalen, bundesstaatlichen, regionalen und lokalen Anstrengungen von einzelnen Aktivisten und Gruppierungen koordinieren und unterstützen.
Die Themenschwerpunkte des Netzwerkes erstrecken sich insbesondere auf folgende Bereiche:
- Diskriminierung
- Immigration und Flüchtlingspolitik
- Todesstrafe und Strafverfolgung
- Arbeits- und Sozialrechte
- Recht auf Krankenversicherung
- Bezahlbarer Wohnraum

## Geschichte
Das Netzwerk gründete sich 2003 auf Basis einer auf dem im Juli 2002 an der Law School der Howard University erstmals von verschiedenen Aktivisten und Organisationen durchgeführten US Human Rights Leadership Summit entwickelten Idee, in gemeinsamen Anstrengungen für die Menschen- und Bürgerrechte in den Vereinigten Staaten zu kämpfen. Erster Exekutivdirektor des Netzwerks wurde Ajamu Baraka. In der Folge wurden in nationalen, aber auch bundesstaatlichen, regionalen und lokalen Treffen die Ansätze und Aktivitäten diskutiert und koordiniert.
2012 folgte Ejim Dike Baraka an der Spitze des Netzwerkes, ehe er 2016 seinen Rückzug zugunsten von Colette Pichon Battle bekanntgab. 2016 hatte die Organisation über 300 Gruppierungen und über 700 individuelle Aktivisten als Mitglieder, darunter unter anderem mit Amnesty International und P.E.N. auch die US-Vertreter renommierter international tätiger Organisation.